# ポール・ニザン
ポール・ニザン（Paul Nizan、1905年2月7日 - 1940年5月23日）は、フランスの小説家、ジャーナリスト、政治活動家（共産党員）。
リセから高等師範学校にかけてサルトルとともに学ぶ。1926年に学業・執筆活動を中断して政治家の息子の家庭教師として大英帝国の支配下にあったアデン（イエメン共和国）に滞在し、1931年に帝国主義・植民地主義、資本主義的搾取・疎外、ホモ・エコノミクス、ブルジョワジーを辛辣に批判する『アデン アラビア』を発表した。1927年に共産党に入党。ソビエト連邦が国際連盟に加盟し、反ファシズム統一戦線の結成を提案するなど対外政策を大きく転換させた時期に同国に滞在し、共産党の機関紙『リュマニテ』、『ス・ソワール』の国際政治欄を担当するほか、国際革命作家同盟の機関誌『国際文学』のフランス語版、国際革命作家同盟のフランス支部として設立された革命作家芸術家協会の機関誌『コミューン』を編纂した。
小説家として『アントワーヌ・ブロワイエ』、『トロイの木馬』、『陰謀』の3作を発表し、社会主義リアリズムの作品『陰謀』は1938年のアンテラリエ賞を受賞した。
第二次大戦下、英国軍の通訳・連絡将校としてダンケルクの戦いにおいて戦死した。独ソ不可侵条約の締結とこれに対する共産党の態度を批判して離党したために戦後、トレーズ書記長や他の共産党員から裏切り者と非難され、サルトルらが抗議した（ニザン事件）。作家としても20年にわたって忘れ去られていたが、1960年にサルトルが序文を付した『アントワーヌ・ブロワイエ』が再版されてから再評価が始まり、日本語訳も1966年から1975年にかけて『ポール・ニザン著作集』全9巻・別巻2冊が刊行された。
歴史学者・人口統計学者のエマニュエル・トッドは孫（娘アンヌ＝マリーと作家・ジャーナリストのオリヴィエ・トッドの子）にあたる。

## 生涯

### 背景
ポール・ニザンは1905年2月7日、フランスの中部アンドル＝エ＝ロワール県のトゥールでピエール・ニザン（Pierre Nizan、1864年 - 1930年）とクレマンティーヌ・メトゥール（Clémentine Métour、1873年 - 1951年）の間にポール＝イヴ・ニザン（Paul-Yves Nizan）として生まれた。父方の祖父は分益農、父は鉄道技師で、1913年に昇進してドルドーニュ県ペリグーの工場に転勤となり、1917年にサボタージュのためパリに異動させられた。1933年発表の『アントワーヌ・ブロワイエ』は、労働者階級から勤労によってプチブルジョワの地位を築いた父の人生をモデルにした小説である。

### 学業・読書
トゥールの小学校、次いでペリグーの中学校を卒業した後、1917年にリセ・アンリ＝カトルに入学し、同じ1905年生まれのジャン＝ポール・サルトルと知り合った。通常は引き続き同校のグランゼコール準備級に進むところ、二人ともリセの校長との口論の結果、リセ・ルイ＝ル＝グランに転校して準備級に進んだ。ニザンは同校の準備級で学ぶ傍ら、リセ・ルイ＝ル＝グランのアランの哲学の講義などを受講し、1924年にサルトルとともに高等師範学校に入学した。高等師範学校の学生の部屋は同校の学生の俗語で「テュルヌ（thurne）」と呼ばれるが、ニザンとサルトルは「同室（コ・テュルヌ、cothurne）」であった。
リセ在籍中の1922年に初めて詩を書き、書き直して他の詩と併せて1927年にリーデル出版社（フランス大学出版局の前身）の顧問であったジャン＝リシャール・ブロックに送ることになるが、抒情的・幻想的なフランシス・ジャムやジュール・シュペルヴィエルの影響を受けた作品であった。また、ルイ＝ル＝グランでは象徴派の詩人ボードレール、社会主義の詩人・思想家シャルル・ペギーを耽読する一方で、王党派・極右・国粋主義のアクシオン・フランセーズを結成したシャルル・モーラスに傾倒する教員に彼の作品を読むよう勧められ、後に一時期だが極右に関わるのは、こうした影響であったとされる。このほか、リセから高等師範学校の時代にニザンが愛読した作家として、その影響が指摘されるのはジュール・ラフォルグ、スタンダール、ジャン・ジロドゥ、フローベール、エミール・ゾラ、モーパッサン、ジョルジュ・デュアメル、アンドレ・ジッド、ドストエフスキー、イェイツ、プラトン、ゲーテ、ヴァレリー・ラルボー、デカルト、シェイクスピア、ホメーロス、ポール・クローデル、H・D・ソロー、ド・スタール夫人、サン＝ジョン・ペルス、ポール・ヴァレリーと、フランスのみならず、同時代のイギリス、アメリカ、ドイツ、ロシアの作家から古代哲学まで広範に及んでいる。

### 模索の時期

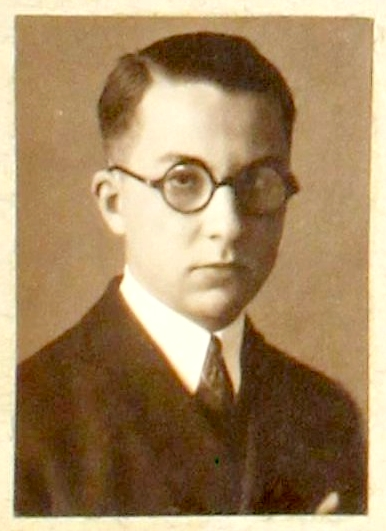
高等師範学校時代のポール・ニザン（1924年頃）

さらに、『自我礼拝』三部作などにより、かつては青年知識人の敬愛の的でありながら、後に極右的な思想に傾倒して批判されることになったモーリス・バレス（「バレス裁判」参照）の影響はシャルル・モーラスの影響以上に直接的であり、アクシオン・フランセーズから分離したジョルジュ・ヴァロワ、バレスの息子フィリップ・バレスらによって結成されたファシズム政党ル・フェソーに数か月だが参加し、同名の機関誌に寄稿した。また、この関連で、『ル・フェソー』誌と詩誌『アルゴノート（Argonautes、金羊毛を探す冒険に乗り出した「アルゴー船の乗組員」の意）』が合併して創刊された『フリュイ・ヴェール（Fruits Verts、緑の果実）』誌にも参加した。これは、ジッド、ジロドゥ、ジュール・ロマンへのオマージュとして創刊された雑誌で、ニザンは短編、詩篇、プルースト論などを寄稿したが、これも2号で廃刊となった。同様に4号で廃刊になった若手作家・芸術家の雑誌『無題評論（La Revue sans titre）』にはサルトルとともに参加し、後の『番犬たち』に通じる風刺的・体制批判的な「メリーランド（煙草）を2箱吸いながら恋人を解剖した医学生の哀歌（La complainte du carabin qui disséqua sa petite amie en fumant deux paquets de Maryland）」などを発表した。
ニザンは極右への一時的な傾倒だけでなく、宗教に救いを見いだそうとしてプロテスタントへの改宗を考えたり、多くのカトリック作家が訪れたことで知られるサルト県ソレムのベネディクト会の修道院を訪れたり、さらには鬱状態・神経症気味でスイスのサナトリウムに入ることすら考えたりするほどであった。1925年10月にはピサ、フィレンツェ、ローマとイタリアを「巡礼」した。
高等師範学校ではサルトルのほか、後の社会学者・哲学者のレイモン・アロン（同じ1905年生まれ）、労働運動・ソビエト連邦史専門の歴史学者・マルクス主義者ジャン・ブリュアと同期であり、後に労働社会学を提唱することになるジョルジュ・フリードマン、およびマルクス主義者・翻訳家のノルベール・ギュテルマンと親しかった。ギュテルマンは同じ1924年に、ジョルジュ・ポリツェル、アンリ・ルフェーヴルらのマルクス主義哲学者とともにソルボンヌ大学を拠点に、（詩人・画家のマックス・ジャコブの支援を得て）『哲学（Philosophies）』誌を創刊し、マルクス主義とフロイトの精神分析の影響を受けたシュルレアリスムの若手作家ジャン・コクトー、ルネ・クルヴェル、ピエール・ドリュ・ラ・ロシェル、ジュリアン・グリーン、フィリップ・スーポーらが寄稿していたが、ニザンはこの時期にはまだ彼ら左派知識人の活動に直接参加することはなく、活動を共にするのは1927年の共産党入党後、特にポリツェル、ルフェーヴル、ギュテルマン、作家ピエール・モランジュらが1929年に『マルクス主義評論（Revue marxiste）』誌を創刊したときからである。

### 大英帝国支配下のアデン - 共産主義への傾倒

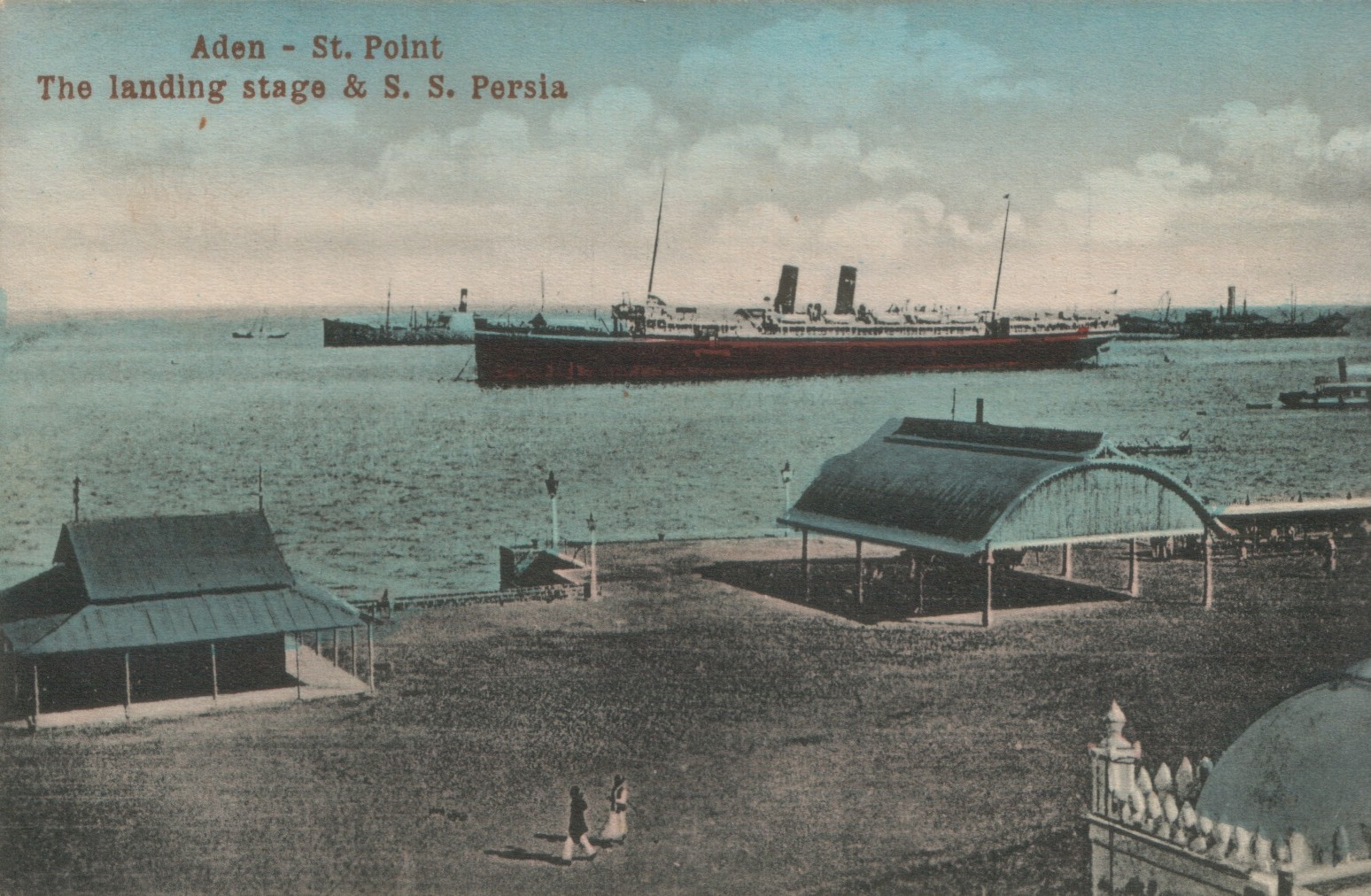
1910年頃のアデン（イエメン）

1926年9月、ニザンは突然、学業も執筆活動も中断し、政治家アントナン・ベスの息子の家庭教師として、1839年以来大英帝国の支配下にあったアデン（アデン湾に面するイエメン共和国の港湾都市）に向かった。1927年5月まで同地に滞在することになるが、ここで目にしたのは期待した異国情緒とは裏腹に、植民者の資本主義的搾取に苦しむ現地人の悲惨さであり、植民地というブルジョワ社会の縮図であった。
帰国後、彼は1931年に発表された抗議文書（パンフレ、Pamphlet）『アデン アラビア』で、こうした植民地アデンの現状と植民地主義（帝国主義）・資本主義・ブルジョワジー（ブルジョワ教育、ブルジョワ文化、ブルジョワ哲学）、ホモ・エコノミクス、人間による人間の疎外を厳しく糾弾した。
こうした経験から共産主義への傾倒を深めたニザンは、1927年に帰国すると共産党に入党した。『アデン アラビア』は「ぼくは20歳だった。それが人生で最も美しい時代とは誰にも言わせない」という、しばしば引用される有名な一文で始まる。かつて絶望や孤独に苛まれ、極右思想、信仰、異文化・非西欧世界に解放の糸口を求めた彼が、「私は絶望している。我々皆が絶望しているからだ」、この社会は「絶望した人間の社会だ」という認識に至り、解放の糸口は、こうした「人間社会を丸ごと受け止め、人間らしさを取り戻す生を得る」こと、そしてそのために必要なのは「革命」という共通の目標に向かって「連帯」すること、社会的責任を負った人間として行動することにあると確信したのである。
同じ1927年に、高等師範学校のパーティーで知り合い、アデンから頻繁に手紙を書き送っていたアンリエット・アルファン（Henriette Alphen、1907年 - 1993年）と結婚し、サルトルとアロンが立会人を務めた。歴史学者・人口統計学者のエマニュエル・トッドは、翌1928年に生まれた第一子アンヌ＝マリーの子である。
同1928年に高等研究学位（Diplôme d'études supérieures）を取得し、1929年に24歳で哲学のアグレガシオン（大学教授資格）を取得した。前年落第したサルトルが主席、21歳のボーヴォワールが次席であった。

### 共産主義活動・執筆活動
ニザンは高等師範学校で共産主義・反軍国主義の仲間と軍事訓練を妨害したこともあり、1929年7月4日付の共産党の機関紙『リュマニテ』に、彼らと連名で軍事教育に抗議する書状を掲載し、同紙の表紙にも「次の戦争に備えた大学の恥ずべき軍隊化」という小見出しが付けられた。
一方、1923年に作家として最初に共産党に入党したアンリ・バルビュスは、1919年に戦争小説『クラルテ（光明）』を発表したのを機に、知識人の国際反戦・平和運動「クラルテ」を結成、同名の機関誌を創刊し、編集長を務めていたが、ニザンが親しくしていた上述の『哲学』誌を中心とするマルクス主義哲学者ポリツェル、ルフェーヴル、およびアンドレ・ブルトン、ルイ・アラゴンらシュルレアリストは、バルビュスがクラルテ運動の一環として『リュマニテ』紙上で呼びかけたリーフ戦争反対に賛同し、共同声明「まず革命を、そして常に革命を」を『リュマニテ』紙（1925年9月21日付）と『シュルレアリスム革命』誌第5号（同年10月15日付）に掲載した。さらにこれを機に、ブルトン、アラゴン、エリュアール、バンジャマン・ペレらシュルレアリストがニザンと同じ1927年に共産党に入党し、ポリツェル、ルフェーヴルらは1929年に入党した。同じ1929年に再びポリツェル、フェーヴル、モランジュ、ギュテルマンが『マルクス主義評論』誌を創刊すると、ニザンはフリードマンらとともに参加した。
『マルクス主義評論』誌は第7号をもって終刊となったが、以後、ニザンは『リュマニテ』、『ボリシェヴィキ手帖（Cahiers du Bolchévisme）』などの共産党の機関紙（機関誌）、『ス・ソワール（Ce soir、今宵）』、国際革命作家同盟の機関誌『国際文学（La Littérature internationale）』、国際革命作家同盟のフランス支部として設立された革命作家芸術家協会の機関誌『コミューン（Commune）』（後述）のほか、『クラルテ』の後続誌で同じくバルビュスが主宰する文学、芸術、科学、経済、社会問題の総合雑誌『世界（Monde）』、「戦争世代の機関誌」と題された戦間期の文学雑誌『ルヴュ・デ・ヴィヴァン（La Revue des vivants、生者評論）』、ジッドらが創刊し、特に戦間期には党派性を排除し、外国文学を積極的に紹介したことで国際的な影響力をもつことになった、ジャン・ポーラン主宰の『新フランス評論』、作家ロマン・ロランらによって創刊され、彼の「精神の独立」の理念に基づく平和主義の雑誌であり、1920年代には第一次大戦後の欧州の再建に関する議論の場であった『ユーロープ』（ジャン・ゲーノ主宰）、フランス人民戦線の機関紙として創刊された『ヴァンドルディ（金曜）』、ロマン・ロランの支持を得てニザン自身がリュック・デュルタンと共同で編集した『青年手帖（Les Cahiers de la jeunesse）』（1937年）など多くの雑誌に寄稿した。

### ブルジョワ秩序の「番犬たち」糾弾
とりわけ、ジョルジュ・リブモン＝デセーニュとピエール・G・レヴィー（Pierre G. Levy）によって1929年に創刊された『ビフュール（Bifur）』は、ジャコメッティ、ベルメール、デルヴォーらが寄稿していた『ミノトール（ミノタウロスの意）』、アラゴン、ブルトン、ペレ、ナヴィルによって創刊されたシュルレアリスム運動の機関誌『シュルレアリスム革命』、ジョルジュ・バタイユらを中心とする『ドキュマン』と並んで、戦間期の前衛文学・芸術運動で重要な役割を担った文学雑誌であり、トリスタン・ツァラ、アンリ・ミショー、フィリップ・スーポーらが寄稿し、ケルテース・アンドル、モホリ＝ナジ・ラースロー、クロード・カアンらの作品も掲載されたが、第5号からニザンが文学顧問として参加すると、共産党宣伝部からの依頼もあって政治色の強い雑誌になり、第8号で終刊となった。編集事務局を務めていた映画評論家のニーノ・フランクは、これをニザンの責任であると非難した。『ビフュール』誌第7号に1932年刊行の抗議文書『番犬たち』の初稿にあたる「哲学に関する注釈・計画（Notes-programme sur la philosophie）」が掲載された。『番犬たち』ではソルボンヌの著名な哲学教授、とりわけ、合理主義の数理哲学者レオン・ブランシュヴィックとノーベル文学賞を受賞した哲学者アンリ・ベルクソンをブルジョワ秩序の「番犬たち」、あるいは「ブルジョワ秩序を説く大司教」であるとし、学生に対して抽象的な哲学を説くことで、彼らが世界に目を開くことを妨げていると痛烈に批判した。さらに、知的エリートと政治権力が結託した時代にあって、著作活動は人類のための活動ではなく、国の制度やイデオロギーの道具（大学、報道、警察）で守られた特権階級・支配者階級のための活動にすぎないと断じた。これはマルクス主義者・共産党員として活動を共にしたポリツェルと同様の視点であり、ポリツェルもまた彼が創刊し、ニザンも寄稿した『具体的心理学評論（La Revue de psychologie concrète）』誌に発表した「哲学天国ベルクソン主義の終焉」で、ベルクソン、ブランシュヴィックら「現代のスコラ学派」の「過度に深遠な」哲学をプチブル哲学と呼び、国家に危険をもたらすような（たとえばプロレタリア革命のような）真の問題解決を回避するために、問題の対象範囲を超える「抽象的」で「深遠」な解決を提唱しているにすぎないと批判した。

### 共産党活動

#### 地方の党員・総選挙
1929年に哲学の大学教授資格を取得した後、兵役に服し、1931年に哲学教員としてアン県ブール＝カン＝ブレス（オーヴェルニュ＝ローヌ＝アルプ地域圏）のリセ・ラランドに赴任した。彼はここでも労働総同盟左派の統一労働総同盟への加入を勧めるなど、共産党員として積極的に活動し、地元の新聞・雑誌で保守派に「ブール（＝カン＝ブレス）の共産党指導者」、「赤い救世主」などと揶揄された。
1932年の総選挙（Élections législatives françaises de 1932）では、ブールの共産党候補として出馬し、第一回投票で約3%の得票、第二回（最終）投票では1%にも満たなかった。こうした背景には共産党がコミンテルンの指令による「階級対階級」戦術を採用したこと、すなわち、第一回投票で社会党候補が優位に立った場合、左派を当選させるために共産党候補が辞退するという従来の戦略を放棄したことがあり、この結果、共産党は大敗を喫し、急進党と社会党（SFIO）の左派連合が勝利し、議席数では急進党が第一党となった。

#### 共産党の機関紙
ニザンは次いでジェール県オーシュ（オクシタニー地域圏）のリセの哲学教員に任命されたが、休暇を取ってパリに戻り、党活動と執筆活動に専念した。党内ではガブリエル・ペリが編集を担当していた『リュマニテ』紙の国際政治欄に寄稿した。同紙では、1930年の国際革命作家同盟（UIER）のハリコフ会議を機に、シュルレアリスム運動から離れて社会主義リアリズムに転じたアラゴンが報道記事を担当していた。さらに国際革命作家同盟のフランス支部として1932年3月に結成された革命作家芸術家協会（AEAR）に参加し（結成時の会員は作家80人、芸術家120人、うち共産党員が36人）、翌1933年7月に創刊された文芸雑誌『コミューン』の編集事務局をアラゴンと共同で務めた。編集委員はバルビュス、ジッド、ロマン・ロラン、ポール・ヴァイヤン＝クーチュリエであった。ヴァイヤン＝クーチュリエは国際革命作家同盟の機関誌『国際文学』のフランス語版の編集長も務めており、アラゴンとニザンはそれぞれ特定の号の編集を担当した。
1933年に最初の小説『アントワーヌ・ブロワイエ』を発表した。上述のように、労働者階級から勤労によって小ブルジョワの地位を築いた父の人生をモデルにした小説であり、第二帝政下のフランスにおける資本主義の台頭をマルクス主義の観点から分析し、産業化・都市化の過程で疎外され、破滅していく人間を描いている。この処女作は早くもゴンクール賞候補作に選出された。

#### ソ連訪問
1934年、それまでの活動を党指導部に評価されてソビエト連邦へ派遣され、妻アンリエットと子ども（6歳のアンヌ＝マリー、4歳のパトリック）とともに約1年間にわたってモスクワ、レニングラード、ウラル、中央アジア（主にタジキスタン）に滞在した。モスクワではマルクス＝エンゲルス研究所を訪れ、『国際文学』誌のフランス語版を編集してソビエト連邦作家同盟の第1回大会（1934年8月）への参加を呼びかけた。大会に参加したジャン＝リシャール・ブロック、アンドレ・マルローとはこの後生涯にわたって親交を深めることになった。また、この間の経験については後に『ユーロープ』、『ヴァンドルディ』に随筆や紀行を発表した。
ニザンがソ連に滞在した時期は、同国が対外政策を大きく転換させた時期に相当する。1933年にヒトラー内閣が成立すると、ソ連は日独のファシズム国家との戦いのために英米資本家や社会主義者と協力して統一戦線を結成する方針に転じ、1934年に国際連盟に加盟、1935年のコミンテルン第7回大会で反ファシズム統一戦線の結成を提案することになったからである。ニザンは帰国後に新しいソ連のイメージを伝えるために記事の執筆や講演会の開催に奔走し、『リュマニテ』紙の国際政治欄では米国、ベルギー、アイルランド、ギリシア、ブラジル、日本、ポーランド、アルバニア、ヒトラー内閣、ドイツのラインラント進駐、第二次エチオピア戦争、スペイン内戦など多岐にわたる問題を取り上げ、さらに1935年8月から文学評論欄も担当した。このほか、ニザンは上述の文芸雑誌以外に主に共産党系のグラフ雑誌『ルガール（まなざし）』、国際政治については『国際通信（Correspondance internationale）』や『現代ロシア（Russie d'aujourd'hui）』などに寄稿し、また、1960年代にマルロー文化相の「文化の民主化」の中核事業となる文化の家は、当初、革命作家芸術家協会の本部であり、アラゴンが事務総局を務めていたため、ニザンはクルヴェルらとともにアラゴンが企画する文化活動に参加し、講演を行った。

#### 反ファシズム活動
1935年6月にはファシズムから文化を守ることを目的とした第一回文化擁護国際作家会議がバルビュス、ロマン・ロラン、マルロー、ジッド、アラゴンらの提案によりパリで開催され、ソ連のイリヤ・エレンブルグ、イサーク・バーベリ、ドイツのハインリヒ・マン、ベルトルト・ブレヒト、アンナ・ゼーガース、オーストリアのローベルト・ムージル、英国のオルダス・ハクスリーら約24か国から230人の文学者が参加した。「文化遺産」、「ヒューマニズム」、「国民と文化」、「個人」、「思想の尊さ」、「社会における作家の役割」、「文学創造」、「文化擁護のための作家の行動」のテーマで行われたこの大規模な反ファシズム作家会議で、ニザンは「ヒューマニズム」に関する講演を行い、マルクス主義ヒューマニズムの重要性を強調した。この会議の概要と主な講演についてはバルビュスの『世界』誌や『コミューン』誌で報告され、邦訳も『文化の擁護 - 1935年パリ国際作家大会』として刊行された。
1936年にスペイン内戦を取材して『国際通信』誌に記事を掲載し、次いで『ルガール』誌および『リュマニテ』紙の特派員としてさらに取材を続けた。1937年にスペイン人民戦線政府（共和派）を支援するために同政府の援助を得て共産党の新しい機関紙『ス・ソワール』が創刊された。トレーズ書記長からの依頼を受けてアラゴンとジャン＝リシャール・ブロックが共同で編集し、ニザンは『リュマニテ』紙から『ス・ソワール』紙に移って再び国際政治欄を担当した。同紙はスペイン人民戦線を支持するガブリエル・ペリ、ジャン・コクトー、ジョルジュ・サドゥール、エルザ・トリオレ、ジュリアン・バンダ、ジャン・ブランザらが寄稿し、売上部数が1937年の12万部から2年後の1939年に25万部に急増した（同年の『リュマニテ』は約35万部）。

### 作家活動

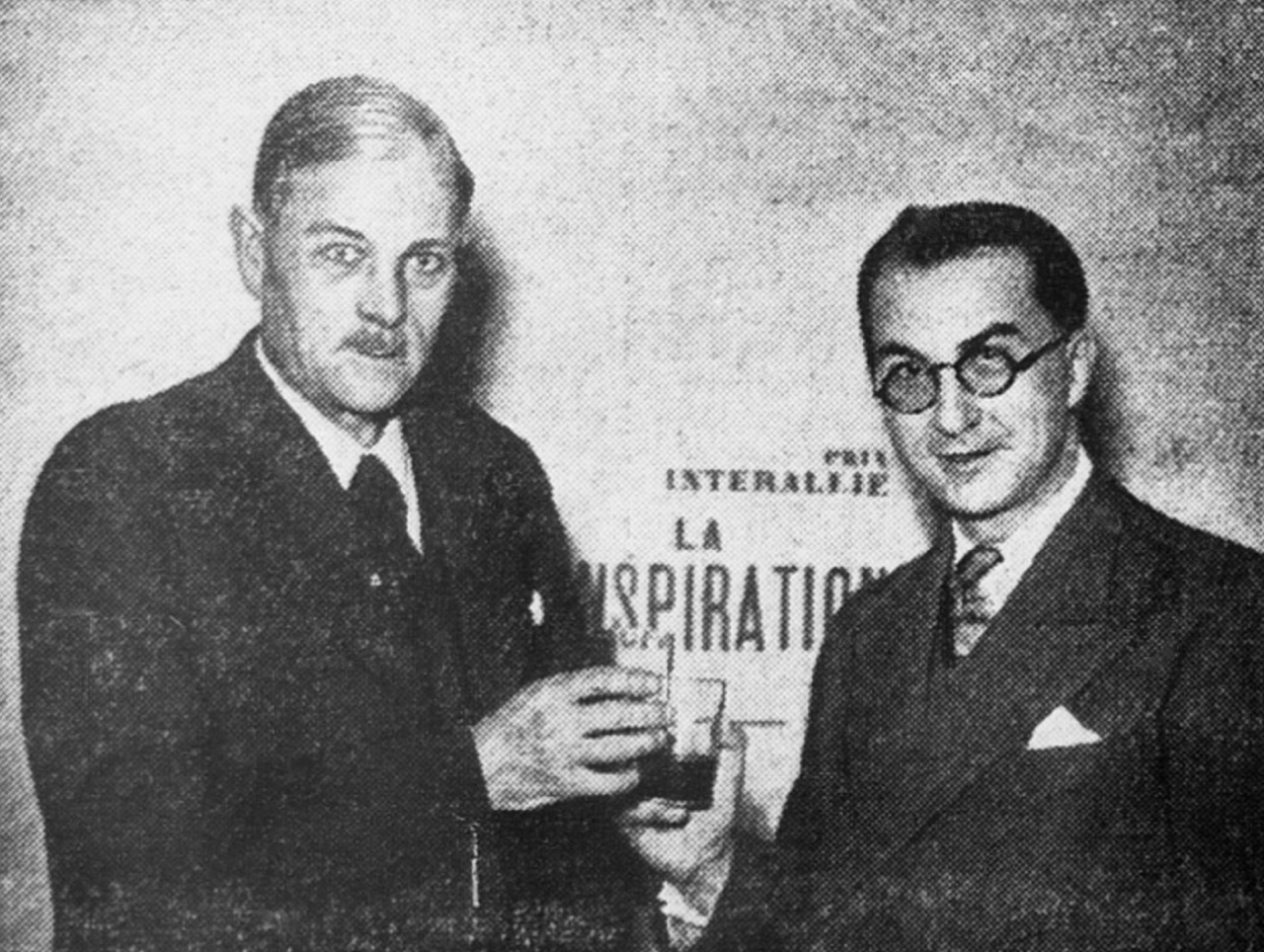
アンテラリエ賞を受賞したポール・ニザン（1938年）

1934年にニザンの編纂によるマルクスの『論文選集』が刊行された。特にマルクスが若い頃に執筆した哲学論文を中心に編纂したものであり、ニザンの「哲学者マルクス」論が収録され、ギュテルマンとルフェーヴルが序文を付している。
1936年に発表した『古代の唯物論者たち』は、共産党の社会出版社の「社会主義と文化」叢書を担当していたジョルジュ・フリードマンの勧めで、唯物論に関する一般書として書いたものであり、副題（あるいは新版では書名）にあるとおり、デモクリトス、エピクロス、ルクレティウスを取り上げている。
一方、ニザンが発表した小説は上述の『アントワーヌ・ブロワイエ』と1935年発表の『トロイの木馬』、1938年発表の『陰謀』の3作である。『トロイの木馬』はブールでの経験に基づく小説で、地方の共産党員の活動を描いた社会主義リアリズムの作品であり、ドス・パソス、スタインベックなどアメリカの社会派小説家の手法を取り入れている。サルトルの『嘔吐』と同じ年に発表された『陰謀』は、サルトルらとともに過ごしたリセ・アンリ＝カトルやリセ・ルイ＝ル＝グランでの経験をもとに多感な若者たちの反抗を描いた小説であり、同じく社会主義リアリズムの作品とされるが、『トロイの木馬』よりも文学作品としての完成度が高く、同年のアンテラリエ賞を受賞した。同賞はジャーナリスト約30人によって1930年に創設された権威ある文学賞の一つで、当初はジャーナリストが書いた小説を対象とし、第1回受賞作品はアンドレ・マルローの『王道』（邦訳の新版は渡辺淳訳、講談社文芸文庫、2000年）であった。

### ミュンヘン協定、独ソ不可侵条約
1938年9月29日のミュンヘン協定締結にニザンは深い失望を覚え、フランス首相エドゥアール・ダラディエ、外相ジョルジュ・ボネ、イギリス首相ネヴィル・チェンバレンの反共主義を批判した。『ス・ソワール』紙の国際政治欄担当の彼は、ミュンヘン会談に至るまでの経緯を記録していたが、会談開催前日に断念し、翌1939年に『九月のクロニクル』として発表した。生前に発表された最後の著書だが、ナチスに没収され焼却された。1978年に出版された復刻版では、娘アンヌ＝マリーの夫で作家・ジャーナリストのオリヴィエ・ドット（エマニュエル・トッドの父）が序文を書いている。
1939年8月23日、スターリンとヒトラーが独ソ不可侵条約を締結したことは世界中に大きな衝撃を与えた。とりわけ反ファシズムを掲げた左派の政党や知識人団体、なかでも共産党にとっては大きな痛手であり、指導部は8月26日付の『リュマニテ』紙で「独ソ不可侵条約は、ナチズムの基本的教義全体の突然の放棄である」と苦しい弁明をしたが、ダラディエ内閣は『リュマニテ』紙、『ス・ソワール』紙、『コミューン』誌など共産党のすべての刊行物を発禁処分にし、さらに、集会や宣伝活動も禁止した。
9月1日にドイツがポーランドに侵攻すると、翌2日に総動員令が発せられた。9月17日にソ連がポーランドに侵攻した6日後の9月23日、ニザンは配属された連隊の駐屯地から直接交流のあった共産党指導部のジャック・デュクロに、「離党届を提出する。現在、軍務に服する兵士として、これ以上は何も書けない」とだけ書かれた離党届を提出した。
奇妙な戦争の間にニザンは次作『ソモシエラの夜会（Soirée à Somosierra）』の執筆に取りかかった。この作品は実戦が始まるまでに完成していたとされるが、原稿は見つかっていない。

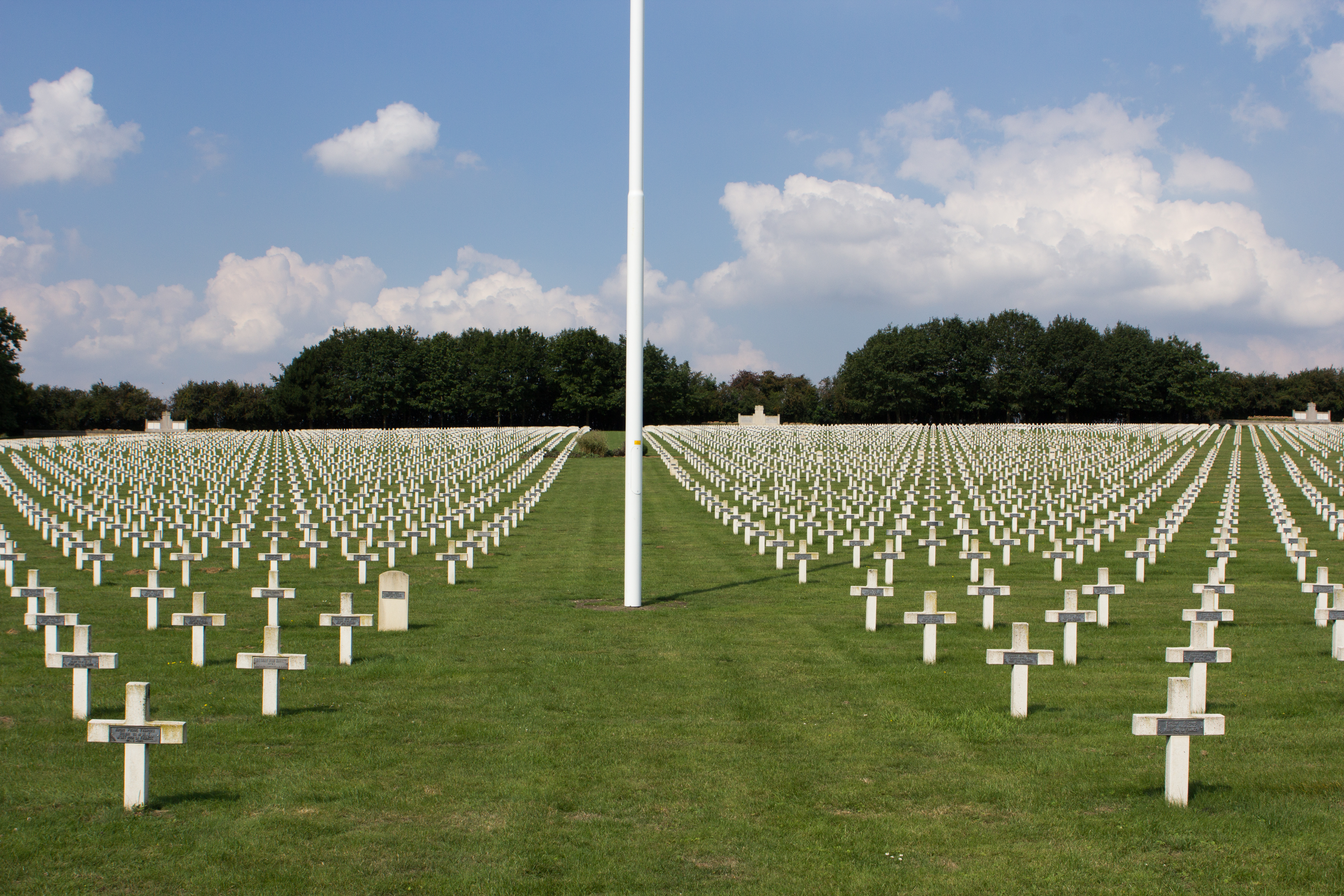
タルジェット国立戦没者霊苑

1940年5月にドイツ軍がフランスに侵攻すると、ダンケルク近くに駐屯する英国軍に通訳として転属されたが、1940年5月23日、ダンケルクの戦いにおいてパ＝ド＝カレー県オードリュイクで流れ弾に当たって戦死した。享年35歳。同県ヌーヴィル＝サン＝ヴァのタルジェット国立戦没者霊苑（Nécropole nationale de la Targette）に眠る。1956年、墓石に「通訳・連絡将校、フランスのために死す」と刻まれた。

## ニザン事件・再評価
ニザンは離党について妻アンリエットへの手紙に、共産主義の理念に反する「党のリアルポリティクスは支持できない」と書いていたが、ニザンの突然の離党は党内のみならず多くの左派知識人から批判され、トレーズ書記長は「裏切り（trahison）」、指導部のジョルジュ・コニオは「背教（apostasie）」と非難し、サルトルにすら「衝動的な行為（coup de tête）」とされ、長い付き合いのあったロシア生まれの英国の作家・ジャーナリストのアレクザンダー・ワースには「愚行（connerie）」と言われた。
さらに戦後にこの問題が再燃し、ルフェーヴルが1946年刊行の『実存主義』で、アラゴンが1947年4月の『レットル・フランセーズ』紙、『リュマニテ』紙、1949年刊行の小説『レ・コミュニスト』でそれぞれニザンを批判した。『レ・コミュニスト』ではニザンになぞらえて党の裏切り者パトリス・オルフィラ（Patrice Orfilat）を描いた。これに対してサルトルは、『レ・タン・モデルヌ』にニザンを支持するモーリアック、カミュ、ポーラン、ミシェル・レリス、ボーヴォワール、メルロー＝ポンティ、ブルトン、ロジェ・カイヨワら知識人26人の請願書を掲載し、共産党にニザンを批判する根拠を提示するよう求めた。共産党は明確な根拠を示すことができず、ルフェーヴルは、『実存主義』は「スターリン主義」の作品であると釈明し、アラゴンは『レ・コミュニスト』の1966年の再刊の際に「パトリス・オルフィラ」に関する部分を削除した。
だが、作家としてのニザンが再評価されるようになったのは、没後20年を経て1960年にサルトルの序文が付された『アデン アラビア』が再版されたときのことである。これ以後、彼の他の作品も再版され、雑誌・新聞に掲載された記事や書簡も『社会主義の知識人ポール・ニザン - 記事・書簡 1926-1940』として1967年に刊行され（新版 1979年）、1968年の五月革命の学生運動では反逆精神の体現者として学生たちに敬愛された。
ニザンの著書が日本語訳されたのも、没後25年以上経った1966年以降である（著書の節参照）。

## 著書

### 原著
- Aden Arabie, 1931 -『アデン アラビア』
- Les Chiens de garde, 1932 -『番犬たち』
- Antoine Bloyé, 1933 -『アントワーヌ・ブロワイエ』
- Le Cheval de Troie, 1935 -『トロイの木馬』
- Les Matérialistes de l'Antiquité, 1936 -『古代の唯物論者たち』
- La Conspiration, 1938 -『陰謀』
- Chronique de septembre, 1939 -『九月のクロニクル』
- Paul Nizan, intellectuel communiste. Articles et correspondance 1926-1940, 1967 -『危機の知識人』
- Pour une nouvelle culture, 1971 -『新しい文化のために』

### 日本語訳
- 『ポール・ニザン著作集』全9巻・別巻2冊、晶文社、1966-1975年
  - 第1巻：『アデン アラビア』篠田浩一郎訳（1966年）
  - 第2巻：『番犬たち』海老坂武訳（1967年）
  - 第3巻：『アントワーヌ・ブロワイエ』篠田浩一郎訳（1968年）
  - 第4巻：『トロイの木馬』浦野衣子訳（1970年）
  - 第5巻：『陰謀』鈴木道彦訳（1971年）
  - 第6巻：『古代の唯物論者たち』加藤晴久訳（1974年）
  - 第7巻：『九月のクロニクル』村上光彦訳（1968年）
  - 第8巻：『危機の知識人』海老坂武訳（1974年）
  - 第9巻：『妻への手紙』野沢協・高橋治男訳（1969年）
  - 別巻1：アリエル・ガンスブール（Ariel Ginsbourg）『ポール・ニザンの生涯』佐伯隆幸訳（1968年）
  - 別巻2：『今日のポール・ニザン』浦野衣子訳（1975年）（イヴ・ビュアン（フランス語版）「ニザンあるいは不快感」、ルイ・マルタン＝ショーフィエ（フランス語版）「ポール・ニザンは密告者ではなかった」、ベルナール・ベニエ（Bernard Besnier）「妥協の道 modus vivendi」、ジャクリーヌ・ライナー（ドイツ語版）「ピランデッロふうの肖像 同時代人の見たニザン」、ジャン＝ジャック・ブロシエ（フランス語版）「裏切者の役目」、アリエル・ガンスブール（Ariel Ginsbourg）「ひとつの政治散歩ポール・ニザンとともに」、クララ・マルロー（フランス語版）「モスクワへの旅」、ジャン＝ピエール・バルー（Jean-Pierre Barou）「ある小説家の死と生」、アンリエット・ニザン（Henriette Nizan）「公開状」、ポール・ニザン「資料 現代フランス文学の諸傾向」・「ジイドとロマン・ローランへの抗議」、「仏国文壇人に訊く世紀の話題 - 西班牙と露国」、アンドレ・ユルマン「（座談会）ポオル・ニザンと語る」、長田弘「日本におけるポール・ニザン」）
- 『陰謀』花輪莞爾訳、角川書店〈角川文庫〉1971年
- 『アントワーヌ・ブロワイエ』花輪莞爾訳、角川書店〈角川文庫〉1972年
- 『アデン・アラビア』花輪莞爾訳、角川書店〈角川文庫〉1973年
- 『トロイの木馬』日本共産党中央委員会文化部世界革命文学選編集委員会編、野沢協訳、新日本出版社〈世界革命文学選〉1967年
- 『新しい文化のために』スーザン・スレイマン（Susan Rubin Suleiman）編、木内孝訳、法政大学出版局〈叢書・ウニベルシタス〉1987年
- 「アデン、アラビア」小野正嗣訳、『アデン、アラビア/名誉の戦場』（河出書房新社〈池澤夏樹=個人編集 世界文学全集1-10〉2008年）所収